# Усть-Ішинська сільська рада
Усть-Іши́нська сільська рада (рос. Усть-Ишинский сельский совет) — сільське поселення у складі Красногорського району Алтайського краю Росії.
Адміністративний центр — село Усть-Іша.

## Населення
Населення — 1927 осіб (2019; 1988 в 2010, 2096 у 2002).

## Склад
До складу сільської ради входять:
| Населений пункт        | Населення, осіб (2002) | Населення, осіб (2010) |
| ---------------------- | ---------------------- | ---------------------- |
| Горний, селище         | 170                    | 117                    |
| Долина Свободи, селище | 91                     | 120                    |
| Карагуж, село          | 428                    | 361                    |
| Усть-Іша, село         | 1407                   | 1390                   |